# Карін Нільссон
Карін Нільссон (швед. Carin Nilsson, 10 грудня 1904 — 20 грудня 1999) — шведська плавчиня.
Призерка Олімпійських Ігор 1920 року.